# اچ‌ام‌اس مینرو (۱۷۵۹)
اچ‌ام‌اس مینرو (۱۷۵۹) (به انگلیسی: HMS Minerva (1759)) یک کشتی بود که طول آن ۱۲۴ فوت ۴ اینچ (۳۷٫۹۰ متر) بود. این کشتی در سال ۱۷۵۹ ساخته شد.